# Gråkindad bambusångare
Gråkindad bambusångare (Phylloscopus poliogenys) är en asiatisk fågel i familjen lövsångare inom ordningen tättingar.

## Utseende och läten
Gråkindad bambusångare är en 10-11 cm lång fågel. Den har vit ögonring, grått huvud och ett svagt markerat ögonbrynsstreck. Ovansidan är olivgrön, undersidan gul. Jämfört med liknande glasögonbambusångaren är den grå på örontäckare och tygel, medan hakan är vit. Glasögonbambusångaren har istället gröna örontäckare samt gul tygel och haka. Sången består av korta strofer med varierade visslande toner.

## Utbredning och systematik
Arten förekommer i bergsskogar från norra Indien till sydvästra Kina, Myanmar och Indokina. Den behandlas som monotypisk, det vill säga att den inte delas in i några underarter. Fågeln är nära släkt med glasögonbambusångaren (P. intermedius). Studie av mitokondrie-DNA visar att populationen i Himalaya kan utgöra en annan art än den i Yunnan i Kina respektive södra Vietnam, de senare två också väl differentierade genetiskt.

### Släktestillhörighet
Bambusångarna placeras traditionellt i släktet Seicercus. DNA-studier visar dock att arterna i Seicercus inte är varandras närmaste släktingar, där vissa arter istället står närmare arter i Phylloscopus. Olika auktoriteter hanterar detta på olika vis. De flesta expanderar numera Phylloscopus till att omfatta hela familjen lövsångare, vilket är den hållning som följs här. Andra flyttar ett antal Phylloscopus-arter till ett expanderat Seicercus.

### Familjetillhörighet
Lövsångarna behandlades tidigare som en del av den stora familjen sångare (Sylviidae). Genetiska studier har dock visat att sångarna inte är varandras närmaste släktingar. Istället är de en del av en klad som även omfattar timalior, lärkor, bulbyler, stjärtmesar och svalor. Idag delas därför Sylviidae upp i ett antal familjer, däribland Phylloscopidae. Lövsångarnas närmaste släktingar är familjerna cettior (Cettiidae), stjärtmesar (Aegithalidae) samt den nyligen urskilda afrikanska familjen hylior (Hyliidae).

## Levnadssätt
Gråkindad bambusångare häckar i frodig undervegetation i övre delen av den varma tempererade lövskogszonen. Den födosöker nära marken efter insekter. Fågeln häckar mellan april och juni i Himalaya och åtminstone i april och maj i Vietnam. Arten är stannfågel, men flyttar till lägre regioner vintertid.

## Status och hot
Arten har ett stort utbredningsområde, men tros minska i antal, dock inte tillräckligt kraftigt för att den ska betraktas som hotad. Internationella naturvårdsunionen IUCN listar arten som livskraftig (LC). Världspopulationen har inte uppskattats men den beskrivs som lokalt vanlig.